# 铁山镇 (重庆市)
铁山镇，是中华人民共和国重庆市大足区下辖的一个乡镇级行政单位。

## 歷史沿革
原名雙河鄉，宣統元年即以場建鄉，名雙河鄉。1949年屬笫三區。1952年改屬第十區。1953年由雙河鄉分建多寶鄉、麒麟鄉。1955年改名雙河區，1958年併入多寶、麒麟二鄉，成立雙河公社，1981年地名普查，以駐地西邊伍家坡上有鐵山坪，更名鐵山公社．2003年，寶山鄉併入鐵山鎮。
- 鐵山鄉（10）：繼光村、高橋村、雙橋村、麒麟村、邁進村、油坊村、連科村、文豐村、星火村、西北村
- 寶山鄉（10）：多寶村、光明村、勝豐村、高龍村、團竹村、建角村、團壩村、桂香村、保衛村、三寨村

## 行政区划
铁山镇下辖以下地区：
双河街社区、晋元街社区、双桥村、油坊村、连科村、西北村、继光村、麒麟村、多宝村、高龙村、建角村、桂香村、三寨村和胜丰村。

### 寶山鄉2003年調整的區劃[3]
- 一、將原多寶村、保衛村合併為一個村，名為多寶村；
- 二、將原光明村、高龍村合併為一個村，名為高龍村；
- 三、將原建角村、團竹村合併為一個村，名為建角村；
- 四、將原桂香村、團壩村合併為一個村，名為桂香村；
- 五、保留三寨村、勝豐村及原名。

### 鐵山鎮2003年調整的區劃[4]
- 一、將原高橋村、雙橋村合併為一個村，名為雙橋村；
- 二、將原邁進村、油坊村合併為一個村，名為油坊村；
- 三、將原連科村、文豐村合併為一個村，名為連科村；
- 四、將原西北村、星火村合併為一個村，名為西北村；
- 五、保留原繼光村、麒麟村及原名。
- 六、保留雙河街居委會，名為雙河街社區居委會。